# Zentral- und Hochschulbibliothek Luzern
Die Zentral- und Hochschulbibliothek Luzern (ZHB Luzern) ist als Kantons- und Hochschulbibliothek zugleich eine öffentliche und wissenschaftliche Bibliothek. Sie ist die grösste Bibliothek der Zentralschweiz. Das Haupthaus befindet sich an der Sempacherstrasse und grenzt direkt an den öffentlichen Stadtpark Vögeligärtli.

## Aufgaben
In ihrer doppelten Funktion sammelt, erschliesst und vermittelt die ZHB Informationen und Medien sowohl für die breite Öffentlichkeit als auch für die Lehre und Forschung insbesondere an der Universität Luzern, der Pädagogischen Hochschule Luzern sowie der Hochschule Luzern. Spezielle Aufmerksamkeit widmet sie dem kulturellen Dokumentenerbe des Kanton Luzerns in der Sondersammlung für historische Medien sowie in den Lucernensia für Publikationen aus und über Stadt und Kanton Luzern. Als Partnerin und Gründungsinstitution der Swiss Library Service Platform (SLSP), des schweizweiten Bibliotheksverbunds wissenschaftlicher Bibliotheken, koordiniert und organisiert die ZHB die Institution Zone: Region Zentralschweiz (RZS).

## Geschichte
Die Gründung der Zentral- und Hochschulbibliothek Luzern – damals noch Zentralbibliothek Luzern – erfolgte 1951 mit dem Zusammenschluss der Bürgerbibliothek und der Kantonsbibliothek.

### Bürgerbibliothek
Die Bürgerbibliothek entstand aus der Privatbibliothek des Historikers und Staatsmanns Joseph Anton Felix von Balthasar (1737–1810) und wurde 1812 als erste öffentliche Bibliothek der Stadt Luzern eröffnet. Zu ihrem Bestand zählten wertvolle Handschriften wie die Bilderchronik des Diebold Schilling aus dem Jahre 1513 und die Collectanea des Luzerner Universalgelehrten Renward Cysat (1545–1614). Von 1894 bis 1951 war die Bürgerbibliothek eidgenössische Sammelstelle für vor 1848 erschienene Helvetica. 1809 verkaufte Josef Anton Balthasar seine für die spätere Bürgerbibliothek massgebliche Helvetica-Sammlung an die Stadt Luzern.

### Kantonsbibliothek

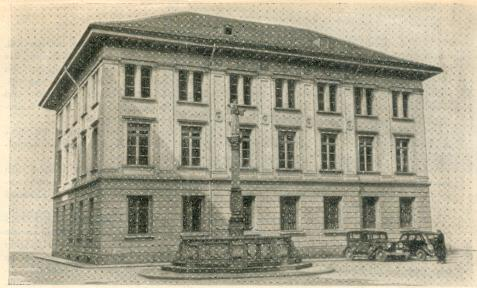
Ehemalige Kantonsbibliothek

Die Kantonsbibliothek wurde 1832 gegründet und hatte als ihr Grundstock die ca. 10‘000 Bände umfassende sog. „Professorenbibliothek“. Letztere entstand im Zusammenhang mit der Aufhebung des Jesuitencollegiums und deren Bibliothek im Jahr 1773. Mit der Zeit nahm die Kantonsbibliothek weitere Privatsammlungen und Schenkungen in ihren Bestand auf, wie etwa wertvolle Klosterbibliotheken (Franziskanerbibliothek in der Au, Franziskanerbibliothek zu Werthenstein, Zisterzienserbibliothek von St. Urban). Das älteste Fragment der Kantonsbibliothek stammt aus dem Ende des 8. Jahrhunderts, der erste gesamte Kodex ist auf Mitte des 12. Jahrhunderts datiert.

### Zentralbibliothek (ZB)
Durch das stetige Ansteigen ihrer Bestände kamen sowohl die Bürgerbibliothek als auch die Kantonsbibliothek an ihre räumlichen Grenzen. So wurde 1933 der Ruf laut, die beiden Sammlungen unter einem neuen Dach zu vereinigen. Ursprünglich war gedacht, die neue Bibliothek an die Stelle des Freienhof am linken Reussufer unweit der Kapellbrücke zu bauen – doch sollte es anders kommen. Der Kanton entschied sich 1949 für ein Grundstück beim Vögeligärtli, wo schliesslich 1951 die Zentralbibliothek Luzern mit 300‘000 Bänden in das des Luzerner Architekten Otto Dreyer entworfene Gebäude an der Sempacherstrasse einziehen konnte. Zum ersten Direktor der Zentralbibliothek wurde Albert Alois Müller gewählt.

### Zentral- und Hochschulbibliothek Luzern (ZHB)
Die Zentralbibliothek wurde 1998 mit der Bibliothek der Universitären Hochschule Luzern (seit 2000 Universität Luzern) zur Zentral- und Hochschulbibliothek (ZHB) zusammengeschlossen. Im Mai 2012 übernahm die ZHB als dritten Standort die an der Frankenstrasse neu begründete Bibliothek "Hochschule Luzern – Wirtschaft". 2016 wurde im Zuge der Neugründung des Departments Informatik der Hochschule Luzern auch eine neue Bibliothek unter Leitung der ZHB Luzern errichtet. 2019 bezog die Informatik-Bibliothek ihren Standort am neu errichteten Campus Zug-Rotkreuz. Im Oktober 2023 übernahm die ZHB Luzern letztlich auch die Leitung der noch verbliebenen vier weiteren Bibliotheksstandorte der Hochschule Luzern (HSLU).

### Baugeschichte des Hauptgebäudes

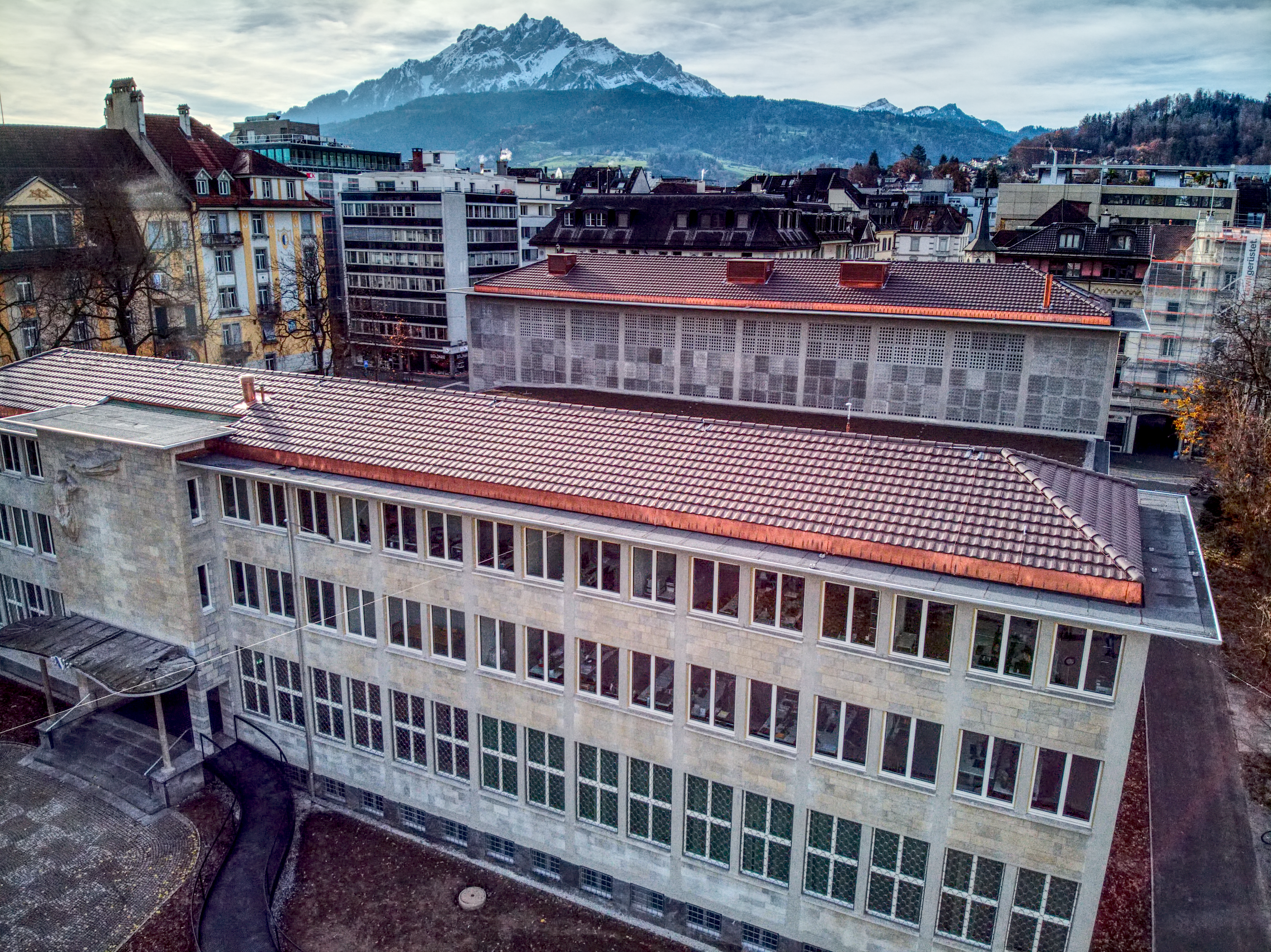
Hauptgebäude mit Blick auf den Pilatus

Die Zentral- und Hochschulbibliothek Luzern wurde in den Jahren 1949 bis 1951 nach Entwürfen Otto Dreyers erbaut. Aus Sicht der Denkmalpflege stellt das Haupthaus an der Sempacherstrasse ein qualitätsvolles Beispiel für die Architektur der Spätmoderne in der Schweiz dar: Es gilt als wegweisend für den schweizerischen Bibliotheksbau und befindet sich als Kulturdenkmal von nationaler Bedeutung auf der Liste der Kulturgüter in Luzern. 1995/96 wurde das Gebäude durch Eugen Mugglin renoviert, jedoch nicht wesentlich verändert. Im Dezember 2017 startete ein seit 2007 geplantes, grosses Sanierungs- und Umbauprojekt unter der Leitung des Architekturbüros Lussi Halter, heute Halter Casagrande Partner AG. In einem zweijährigen Bauprozess wandelte sich die 1951 eröffnete ehemalige Studien- und Bildungsbibliothek in eine äusserlich detailgetreu sanierte, innerlich deutlich modernisierte Bibliothek. Das Sanierungs- und Umbaukonzept versprach eine zugleich funktionale als auch ästhetisch ausgereifte Lösung für einen modernen Bibliotheksbetrieb. Im Dezember 2019 wurde der Standort Sempacherstrasse wiedereröffnet.

## Standorte
Aufgrund ihrer Aufgabe, bibliothekarische Dienstleistungen für Universität und Hochschulen bereitzustellen, hat die ZHB mehrere Standorte, fünf in der Stadt Luzern und drei ausserhalb:
- Sempacherstrasse: Hauptgebäude der ZHB mit Belletristik, Fachliteratur, Presse und Unterhaltungsmedien sowie den Beständen der Sondersammlung.
- Uni/PH-Gebäude: Freihandbibliothek an der Frohburgstrasse insbesondere für die Fachbereiche der Universität und Pädagogischen Hochschule (Geistes-, Sozial-, Rechts-, Wirtschafts- und Humanwissenschaften).
- Hochschule Luzern – Design Film Kunst: Fachbibliothek am Standort der Hochschule Luzern in Emmenbrücke.
- Hochschule Luzern – Informatik: Fachbibliothek für Informatik am Campus Zug-Rotkreuz.[10]
- Hochschule Luzern – Musik: Fachbibliothek für Musikwissenschaft am Standort Südpol in Luzern-Kriens.
- Hochschule Luzern – Soziale Arbeit: Fachbibliothek Soziale Arbeit an der Werftestrasse.
- Hochschule Luzern – Technik & Architektur: Fachbibliothek am Campus in Horw.
- Hochschule Luzern – Wirtschaft: Wirtschaftswissenschaftliche Fachbibliothek an der Frankenstrasse im Gutenberghof.

Alle Standorte sind öffentlich zugänglich, verfügen über einen Freihandbereich sowie Arbeitsplätze und stellen über WLAN den Zugang zu den elektronischen Medien bereit.

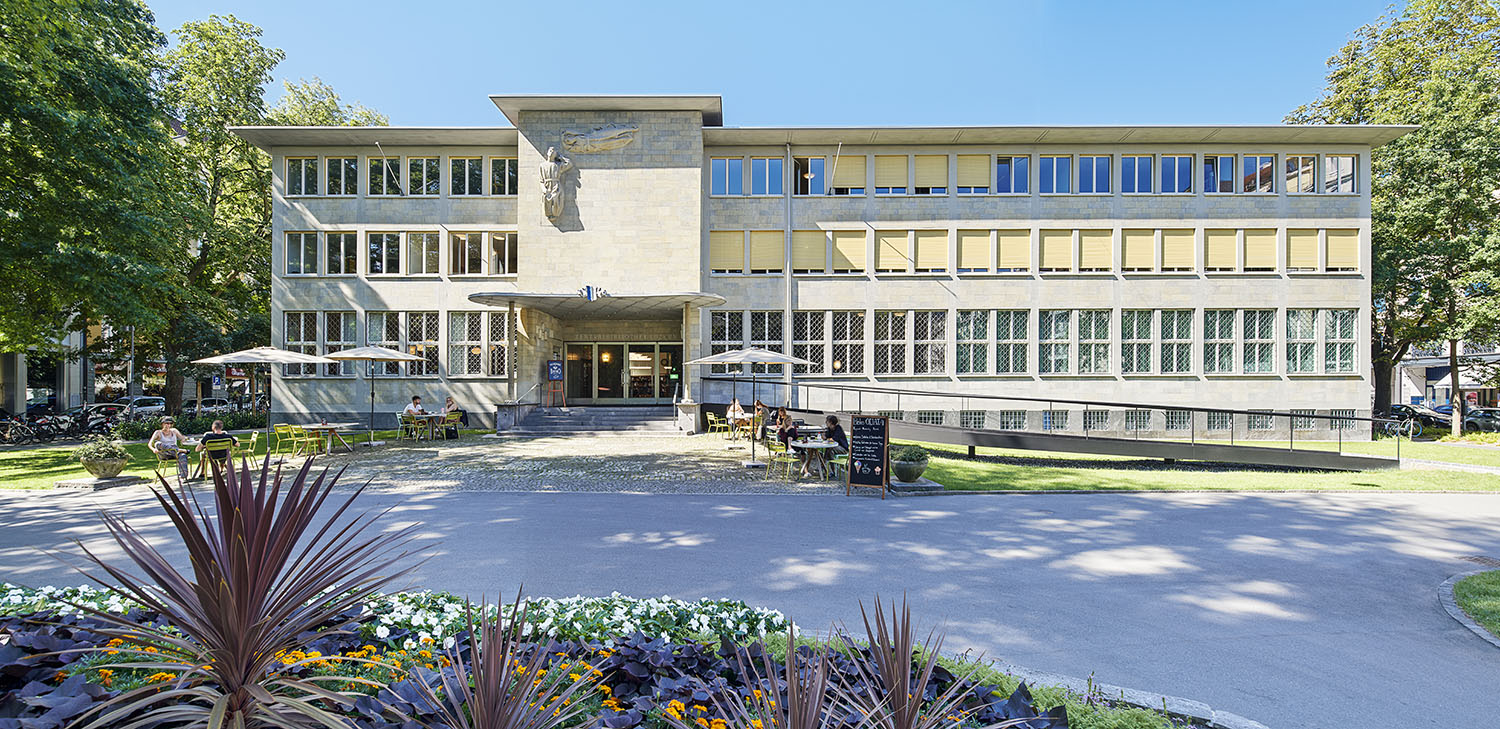
Sempacherstrasse, Hauptgebäude
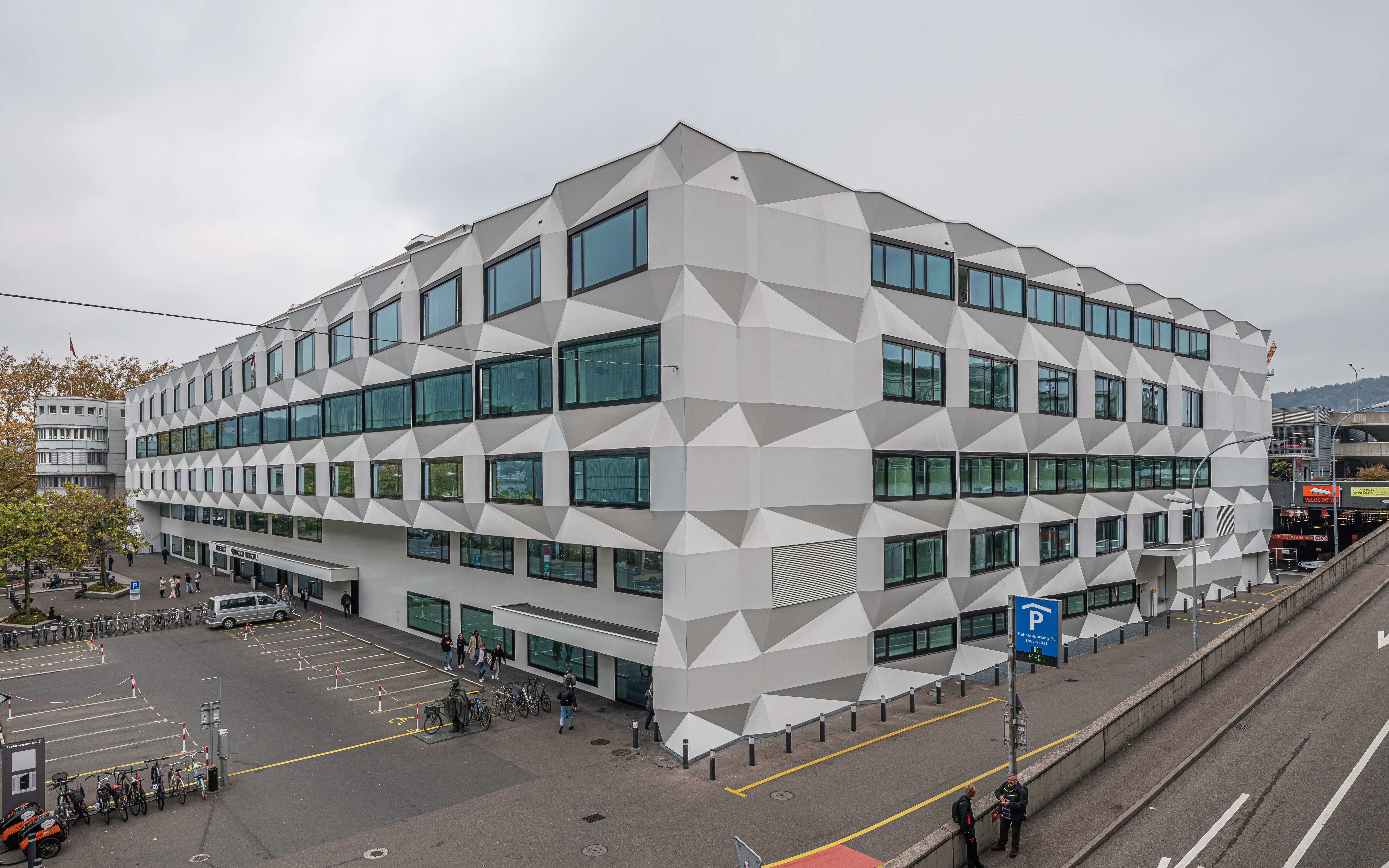
Frohburgstrasse, Uni/PH
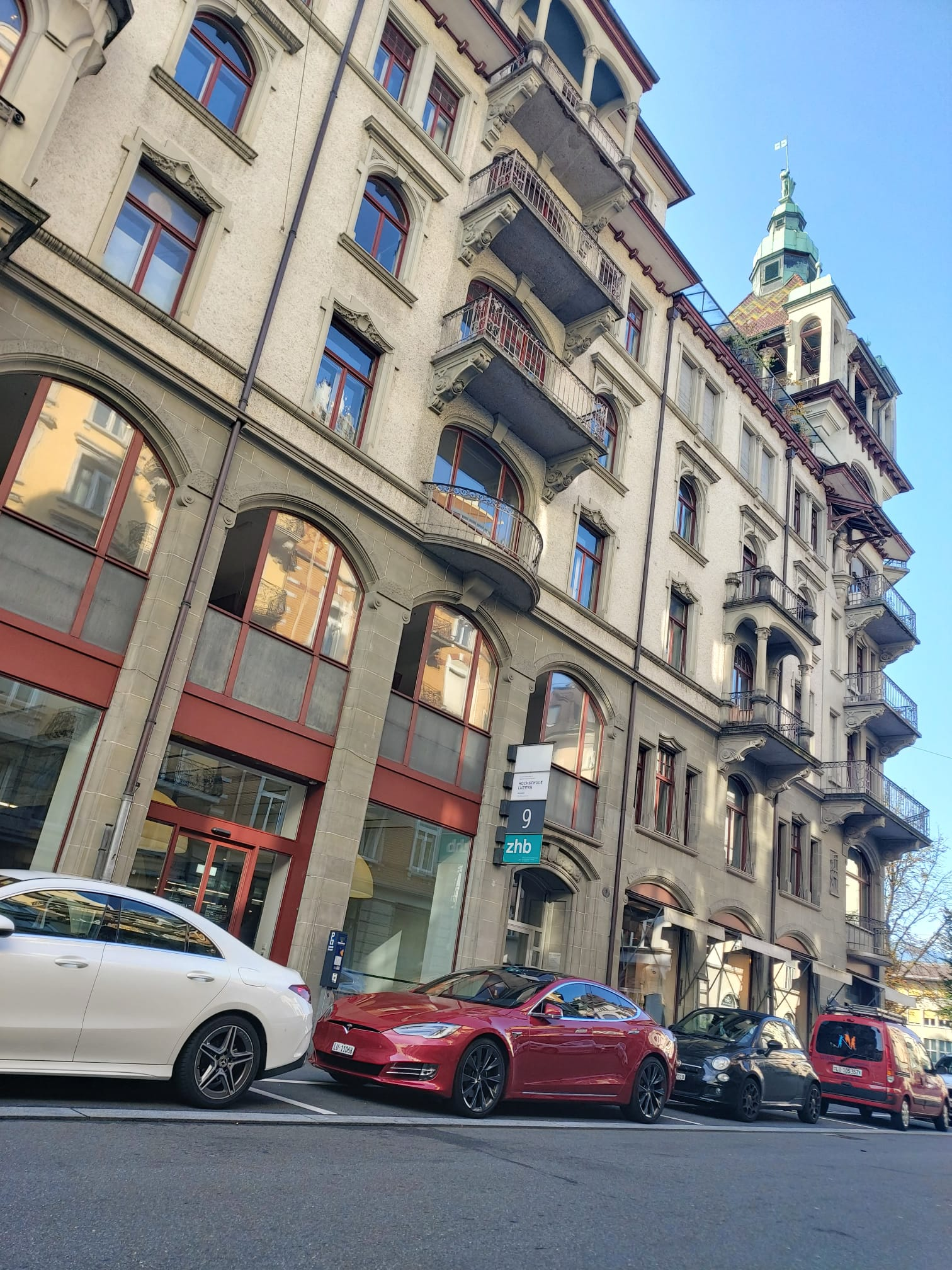
Frankenstrasse, HSLU – Wirtschaft
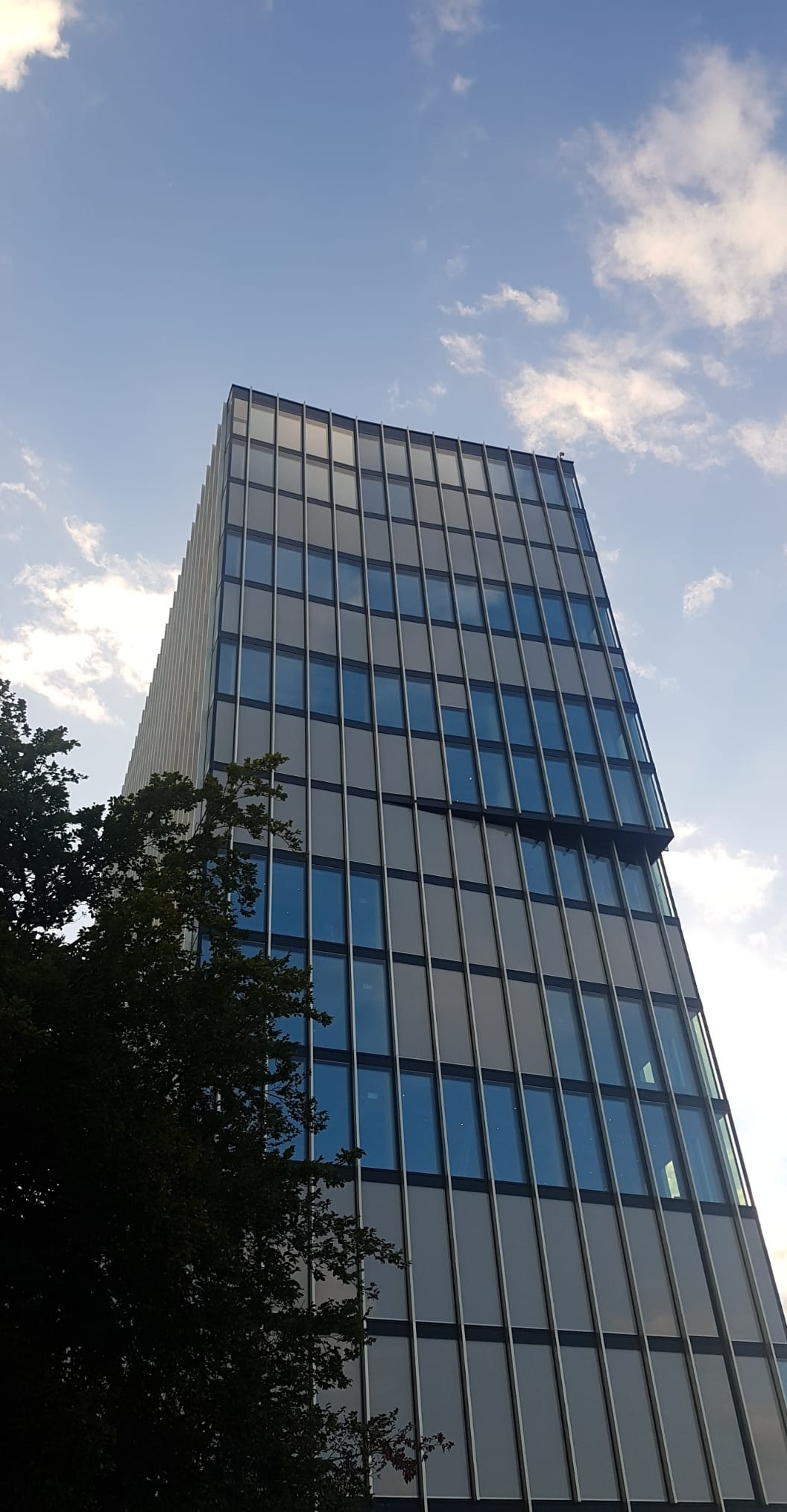
Campus Zug-Rotkreuz, HSLU – Informatik

## Bestand
Der Bibliotheksbestand der ZHB umfasste Ende 2022:
- 1'459'081 physische Bücher und audiovisuelle Medien
- 356'358 E-Books
- 2'543 laufende Print-Zeitschriften
- 268'286 elektronische Zeitschriften (lizenziert und Open Access)
- 608 Datenbanken (lizenziert und Open Access)
- 1 Streaming-Portal für Spiel- und Dokumentarfilme

Recherchierbar sind die Medien über swisscovery RZS, dem Suchportal für alle Bibliotheken der Institution Zone Region Zentralschweiz innerhalb des SLSP-Verbundes. Ihm zugrunde liegt das Discovery-System Primo VE von Exlibris. Für die Verwaltung der Medien nutzt die ZHB die Bibliothekssystem Alma von Exlibris.
Durch die Einbindung in SLSP mit ihrem schweizweiten Kurier haben die Nutzenden der ZHB auch Zugang zu den physischen Beständen aller anderen SLSP-Bibliotheken. Die eigenen Medien, die nicht in den Freihandbereichen stehen, sind in der Kooperativen Speicherbibliothek Schweiz in Büron untergebracht, die für die Ausleihe ebenfalls per Kurier angeschlossen ist.
Die physischen Medien der ZHB werden nach RDA katalogisiert, nach GND erschlossen und nach RVK klassifiziert.
Die ZHB betreibt zwei Repositorien für Open Access Publikationen: LARA für Autorinnen und Autoren mit Bezug zu Luzern und der Zentralschweiz, LORY für Uni- und Hochschulangehörige auf dem Campus Luzern.
Die Lucernensia ist ein Archivbestand von Luzerner Publikationen in verschiedenen Medienformaten. Die ZHB erfüllt damit den Auftrag des Kanton Luzerns, solche Publikationen möglichst vollständig zu sammeln.
Seit Mai 2022 betreibt die ZHB mit ZentralGut ein Online-Portal für das digitalisierte Kulturgut der Zentralschweiz. Neben der Veröffentlichung eigener, gemeinfreier oder offen lizenzierter Materialien stellt ZentralGut auch weiteren Gedächtnisinstitutionen der Innerschweiz zur Verfügung. Von Beginn an nahmen am Portal neben der ZHB noch die Bibliothek Zug, das Historische Museum Luzern und das Staatsarchiv Obwalden aktiven teil.

## Sondersammlung

Lesesaal der Sondersammlung

Der Bestand der Sondersammlung umfasst gegenwärtig:
- 3'200 Handschriften
- 864 Inkunabeln
- 183'161 Druckwerke von 1501–1900
- ca. 135'000 Bilddokumente

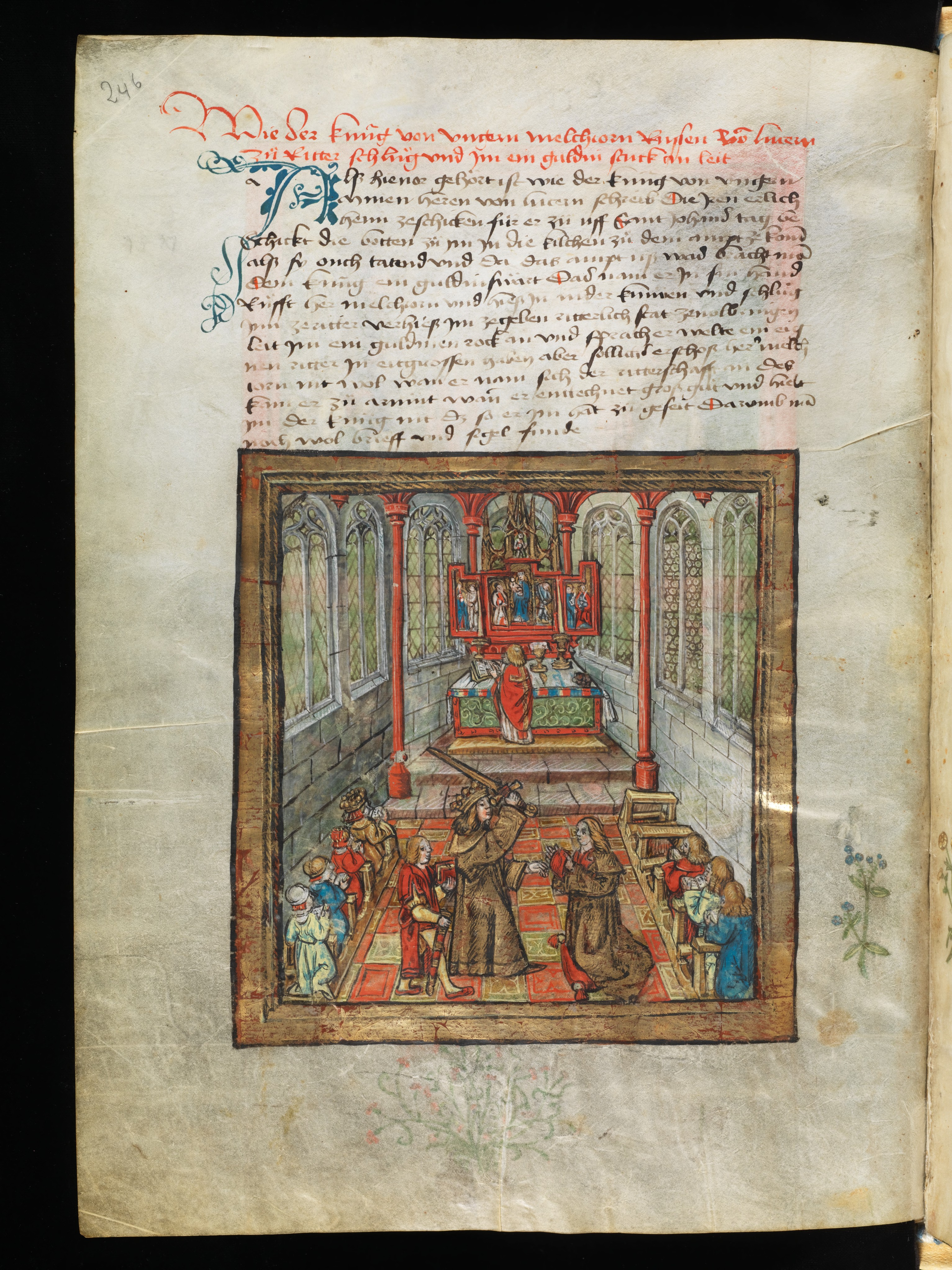
Seite aus der Luzerner Chronik des Diebold Schilling

Der grösste Teil der Handschriften stammt aus der ehemaligen Luzerner Bürgerbibliothek und umfasst Bestände mit Bezug zur Schweiz und der Zentralschweiz, darunter die „Handschriften und Collectaneen vaterländischen Inhalts“ von Joseph Anton Felix Balthasar (1737–1810), die Luzerner Diebold Schilling-Chronik sowie die Kollektaneen und die Sammlung von Theatertexten Renward Cysats. Die Handschriften, die ehemals in der Luzerner Kantonsbibliothek versammelt waren, stammen aus dem Luzerner Jesuitenkollegium (1577–1832), den Franziskanerkonventen Luzern (1269–1836) und Werthenstein (1630–1836), der Zisterzienserabtei St. Urban (1194–1848), der Familienbibliothek Amrhyn (16.–19. Jh.), dem Historischen Verein der Fünf Orte (1843–1915) sowie der Privatsammlung Theodor von Liebenaus (1840–1914).
Zu finden sind in der Sondersammlung auch Privatbibliotheken, z. B. von Franz Josef Stalder (1757–1833) oder Kasimir Pfyffer (1794–1875), Gesellschaftsbibliotheken, wie die der Luzerner Lesegesellschaft (1786–1843) sowie Luzerner Verlagsproduktionen, etwa von Xaver Meyer & Comp. (1798–1850) oder vom Verlag Gebr. Räber (1825–1988).
Ebenfalls umfasst die Sondersammlung gegenwärtig schon mehr als 150 Nachlässe von Luzerner und Zentralschweizer Persönlichkeiten, darunter vom Theologen Herbert Haag (1915–2001) und dem Sprachforscher Eduard Huber (1880–1914).
Das Bildarchiv (Druckgrafik, Fotografie, Ansichtskarten etc.) umfasst Darstellungen zur Landeskunde der Innerschweizer Kantone mit Schwerpunkt Stadt und Kanton Luzern. Neben topografischen Ansichten und Porträts finden sich Bildmotive zu den Themen Kultur, Geschichte, Tourismus, Verkehr etc. Dazu zählt auch die Porträtgalerie merkwürdiger Luzerner, welche im Katalogsaal hängt.

## Bedeutung für die Zentralschweiz
Als grösste Bibliothek der Zentralschweiz koordiniert die ZHB Luzern innerhalb der Swiss Library Service Platform (SLSP) ein regionales Bibliotheksnetzwerk aus weiteren Hochschul- und Spezialbibliotheken, darunter das Medienzentrum der Pädagogischen Hochschule Schwyz, die Mediothek der Pädagogischen Hochschule Zug und die Bibliothek der Schweizerischen Vogelwarte Sempach. Für die Recherche in den Beständen dieser Bibliotheken stellt die ZHB Luzern das regionale Rechercheportal swisscovery RZS bereit. Gemeinsam mit dem Bibliotheksverband Region Luzern (BVL) und weiteren Zentralschweizer Bibliotheken bietet die ZHB zudem die Digitale Bibliothek Zentralschweiz (DiBiZentral) an.

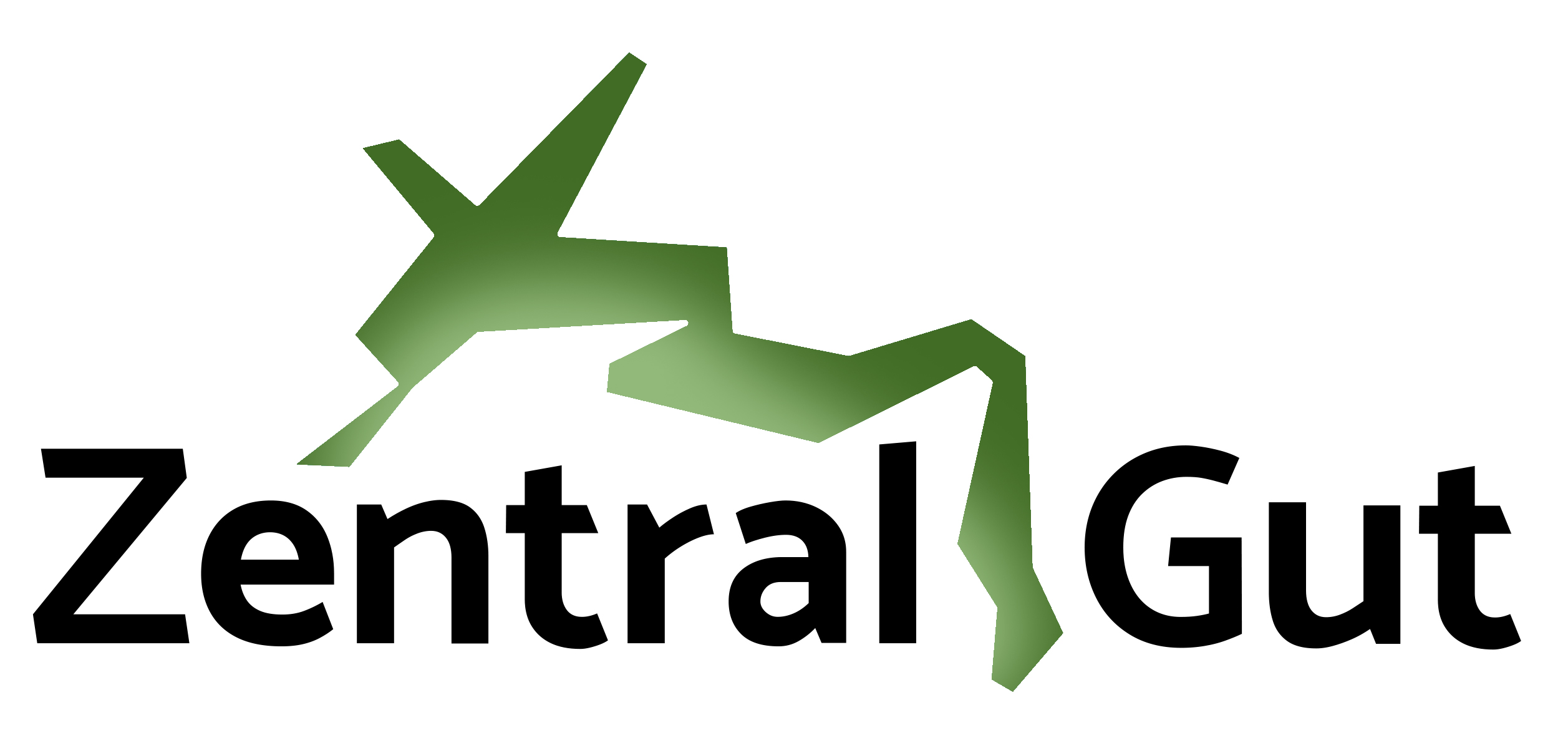
ZentralGut – Online-Portal des Zentralschweizer Kulturgutes

Als zentrales Strategieprojekt digitalisiert die ZHB das Luzerner Dokumentenerbe und stellt dies online zur Verfügung. Sie kooperiert dabei auch mit weiteren Zentralschweizer Museen, Bibliotheken und Archiven und betreibt zu diesem Zweck das Online-Portal „ZentralGut.ch“. Dieses gemeinsame, virtuelle Portal für das Zentralschweizer Kulturgut, in dem zukünftig auch die rund 60'000 digitalisierten Büchern aus dem Kooperationsprojekt mit Google Books Eingang finden, ermöglicht die Recherche und Nachnutzung des digitalisierten Text-, Bild-, Audio- und Videomaterial aus Zentralschweizer Gedächtnisinstitutionen. Neben der Präsentation der digitalen Bestände ermöglicht das Portal auch die Umsetzung von Citizen Science Projekten und liefert Materialien nach Wikimedia Commons.